# 번안
번안(飜案)은 소설이나 희곡에서 외국 작품이나 고전의 큰 줄거리를 그대로 빌어 세부 사항을 자기 나라 식으로 또는 현대식으로 바꾸는 것이다. 따라서, 번안의 경우 패러디와 구조가 달라서 주제에 커다란 변동이 없는 것이 보통이다.

## 같이 보기
- 번안 소설